# Cyathea zakamenensis
Cyathea zakamenensis är en ormbunkeart som beskrevs av Tard. Cyathea zakamenensis ingår i släktet Cyathea och familjen Cyatheaceae. Inga underarter finns listade.